# Daoguang
L'empereur Daoguang (chinois : 道光帝 ; pinyin : Dàoguāng Dì ; Mandchou : ᠮᡳᠨ ᠨᡳᠩ, nom personnel Aixinjuelo Mianning) (16 septembre 1782 - 26 février 1850), également connu sous le nom de temple de l'empereur Xuanzong des Qing et sous le nom personnel de Mianning, est le huitième empereur de la dynastie Qing et le sixième empereur Qing à régner sur la Chine proprement dite. Son règne, de 1820 à 1850, a été marqué par « des désastres extérieurs et des rébellions intérieures ». Il s'agit notamment de la première guerre de l'opium et du début de la rébellion des Taiping, qui a failli entraîner la chute de la dynastie. L'historien Jonathan Spence décrit l'empereur Daoguang comme un « homme bien intentionné mais inefficace » qui a promu des fonctionnaires qui « présentaient un point de vue puriste même s'ils n'avaient rien à dire sur les problèmes intérieurs et extérieurs de la dynastie ».

## Première années
L'empereur Daoguang est né dans la Cité interdite, à Pékin, en 1782, et a reçu le nom de Mianning (绵宁 ; 綿寧 ; Miánníng ; Mien-ning). Il fut ensuite changé en Minning (旻宁 ; 旻寧 ; Mǐnníng ; Min-ning) lorsqu'il devint empereur. Le premier caractère de son nom privé a été changé de Mian en Min pour éviter le caractère relativement commun Mian. Cette nouveauté a été introduite par son grand-père, l'empereur régnant Qianlong, qui pensait qu'il était inapproprié d'utiliser un caractère commun dans le nom privé de l'empereur.
Mianning était le deuxième fils du prince Yongyan, quinzième fils et héritier de l'empereur Qianlong. Bien qu'il soit le deuxième fils de Yongyan, il était le premier à accéder au trône de son grand-père après le prince Yongyan. En effet, selon le système dishu, sa mère, Lady Hitara, était l'épouse principale de Yongyan, tandis que son frère aîné était né d'une concubine de Yongyan. Mianning a été favorisé par son grand-père, l'empereur Qianlong. Il accompagnait fréquemment son grand-père lors de parties de chasse. L'empereur abdiquera cinq ans après cet incident, en 1796, alors que Mianning a 14 ans. Le père de Mianning, le prince Yongyan, est alors intronisé empereur de Jiaqing, après quoi il fait de Lady Hitara (la mère de Mianning) son impératrice consort. Qianlong, âgé, vivra encore trois ans à la retraite avant de mourir en 1799, à l'âge de 87 ans, alors que Mianning avait 17 ans.

## Règne

### Rébellion du Xinjiang
En septembre 1820, à l'âge de 38 ans, Mianning hérite du trône après la mort soudaine de l'empereur Jiaqing de causes inconnues. Il devient le premier empereur Qing à être le fils aîné légitime de son père. Connu sous le nom d'empereur Daoguang, il hérite d'un empire en déclin, les Occidentaux empiétant sur les frontières de la Chine. Son nom d'époque, « Daoguang », signifie « chemin radieux ». 
L'empereur Daoguang régnait depuis six ans lorsque l'héritier en exil des Khojas, Jahangir Khoja, a attaqué le Xinjiang depuis Kokand lors des révoltes Afaqi Khoja. À la fin de l'année 1826, les anciennes villes Qing de Kashgar, Yarkand, Khotan et Yangihissar étaient toutes tombées aux mains des rebelles,. Après la trahison d'un ami en mars 1827, Khoja fut envoyé à Pékin dans une litière en fer et exécuté, tandis que l'empire Qing reprenait le contrôle de son territoire perdu. Le Sayyid musulman ouïghour et rebelle soufi Naqshbandi du sous-ordre Afaqi, Jahangir Khoja, a été décapité à mort (Lingchi) en 1828 par les Mandchous pour avoir mené une rébellion contre les Qing.

### Première guerre de l'opium
Sous le règne de l'empereur Daoguang, la Chine a connu de graves problèmes avec l'opium, importé en Chine par des marchands britanniques. L'opium avait commencé à pénétrer en Chine sous le règne de l'empereur Yongzheng, mais sa consommation était limitée à environ 200 caisses par an. Sous l'ère Qianlong, cette quantité est passée à 1 000 caisses, à 4 000 caisses sous l'ère Jiaqing et à plus de 30 000 caisses sous l'ère Daoguang.
Dans les années 1820 et 1830, l'empereur Daoguang a promulgué de nombreux édits impériaux interdisant l'opium, qui ont été mis en œuvre par Lin Zexu, qu'il a nommé commissaire impérial à Canton. Les efforts de Lin Zexu pour stopper la propagation de l'opium en Chine ont directement conduit à la première guerre de l'opium. La Chine ayant perdu la guerre, Lin Zexu est devenu un bouc émissaire. L'empereur Daoguang lui a retiré son autorité et l'a banni à Yili. Pendant la guerre, l'empereur Daoguang ordonne l'exécution sommaire de 187 prisonniers de guerre britanniques et indiens détenus dans la préfecture de Taïwan en 1842, en représailles de la défaite chinoise à la bataille de Ningpo. Les exécutions sont effectuées le 10 août par des fonctionnaires chinois. La défaite chinoise dans cette guerre a révélé l'infériorité technologique et militaire de la Chine des Qing face aux puissances européennes, ce qui a contraint la Chine à céder Hong Kong aux Britanniques dans le traité de Nankin en août 1842, ainsi qu'à payer une lourde indemnité qui a laissé le trésor désespérément à court de fonds. Pendant ce temps, dans l'Himalaya, l'empire sikh tente d'occuper le Tibet, mais il est vaincu lors de la guerre sino-sikh (1841-1842).

### Politiques anti-chrétiennes
En 1811, une clause condamnant à mort les Européens pour avoir propagé le catholicisme avait été ajoutée à la loi intitulée « Prohibitions concernant les sorciers et les sorcières » (禁止師巫邪術) dans le code juridique des Grands Qing. Les protestants espéraient que le gouvernement Qing ferait une distinction entre le protestantisme et le catholicisme, puisque la loi mentionnait ce dernier par son nom, mais après que des missionnaires protestants eurent donné des livres chrétiens à des Chinois en 1835 et 1836, l'empereur Daoguang demanda qui étaient les « indigènes traîtres » de Guangzhou qui leur avaient fourni des livres.

### Mort et héritage
L'empereur Daoguang est mort le 26 février 1850 dans l'ancien palais d'été, à 8 km au nord-ouest de Pékin. Il fut le dernier empereur Qing à mourir dans ce palais avant qu'il ne soit incendié par les troupes anglo-françaises lors de la deuxième guerre de l'opium, dix ans plus tard. Son fils aîné survivant, Yizhu, lui a succédé et a été intronisé empereur Xianfeng. L'empereur Daoguang n'a pas compris l'intention ou la détermination des Européens, ni l'économie de base d'une guerre contre la drogue. Bien que les Européens soient en infériorité numérique et à des milliers de kilomètres du soutien logistique de leur pays d'origine, ils peuvent utiliser une puissance de feu bien supérieure à n'importe quel point de contact le long de la côte chinoise. Le gouvernement Qing dépendait fortement du flux continu de taxes en provenance du sud de la Chine via le Grand Canal, que le corps expéditionnaire britannique a facilement interrompu à Zhenjiang.
L'empereur Daoguang comprenait mal les Britanniques et la révolution industrielle que la Grande-Bretagne et l'Europe occidentale avaient connue, préférant fermer les yeux sur le reste du monde, bien que la distance entre la Chine et l'Europe ait probablement joué un rôle. On dit que l'empereur ne savait même pas où se trouvait la Grande-Bretagne dans le monde. Son règne de 30 ans a été marqué par des tensions économiques croissantes, une instabilité sectaire et des interventions étrangères qui ont finalement conduit à l'effondrement de la dynastie Qing en 1911.
L'empereur Daoguang a été inhumé dans le complexe du mausolée Mu (慕 ; lit. « Longing » ou « Admiration »), qui fait partie des tombes Qing occidentales, à 120 km au sud-ouest de Pékin.

## Personnalité
Le prince Minning en 1813, repousse une tentative de prise d'assaut du palais par une secte affiliée à la Voie des Huit trigrammes qui voulait s'emparer de son père l'empereur Jiaqing. Il démontra beaucoup de courage et d'énergie dans cette lutte, mais ayant été éduqué dans les valeurs confucéennes qui prônaient l'obéissance envers le patriarche, cet acte masqua aux yeux de son père, la faiblesse et le manque d'envergure de son caractère, alors qu'il le choisit comme héritier. Daoguang, n'avait d'empereur que le titre. Il n'en avait pas le caractère, ni la sagesse, ni même le charisme et cela s'en refléta dans son règne catastrophique.

## Source partielle
Marie-Nicolas Bouillet  et Alexis Chassang (dir.), « Daoguang » dans Dictionnaire universel d’histoire et de géographie, 1878 (lire sur Wikisource)